# Corydoras coppenamensis
Corydoras coppenamensis är en fiskart som beskrevs av Nijssen, 1970. Corydoras coppenamensis ingår i släktet Corydoras och familjen Callichthyidae. IUCN kategoriserar arten globalt som livskraftig. Inga underarter finns listade i Catalogue of Life.